# Guinevere (Tennyson/Doré)
Guinevere é um dos poemas de Idílios do Rei (Idylls of the King) de Alfred Tennyson para cuja ilustração, na edição em francês de 1868, o artista francês Gustave Doré criou nove desenhos com base nos quais foram produzidas as gravuras que apareceram no livro.
Idílios do Rei de Alfred Tennyson é um conjunto de 12 poemas sobre a lenda do Rei Artur e as personagens do Ciclo Arturiano, tendo Gustave Doré ilustrado os quatro primeiros poemas, Enide, Viviane, Elaine e Guinevere, com 9 desenhos em cada um dos poemas, num total de 36 ilustrações, publicados em 1867-68.
Guinevere reconta a relação amorosa entre a rainha Genebra e Lancelote.
Gustave Doré (1832–83), um brilhante gravador não só pelo domínio da técnica como pelo nível artístico do desenho, foi um dos mais prolíficos e bem-sucedidos ilustradores de livros do final do século XIX, tendo criado um conjunto de 36 belas ilustrações para os quatro primeiros poemas de Idílios do Rei.
Tal como muitas das suas obras, as ilustrações de Doré para Idílios possuem um grande nível dramático, detalhe e impacto, estando impregnadas de um sentimento melancólico e sobrenatural. A sua técnica magistral é evidente em cenas idealizadas esplêndidas, ilustrando o envolvimento romântico de quatro damas adoráveis: Enide, a esposa de Geraint, um dos cavaleiros de Artur, a "astuta Viviane", uma beleza intrigante que tenta seduzir o mago Merlim, "a bela Elaine", tragicamente apaixonada por Lancelote, e Guinevere, a pérfida esposa do rei Artur.

## Resumo da história e descrição das imagens
A rainha Genebra havia fugido da corte e havia-se refugiado na santa casa de Almesbury. O causador da fuga fora Mordred, sobrinho do rei e seu parente mais próximo, permanentemente com os olhos no trono. Ele procurava sempre diminuir a popularidade do rei, conspirou com os senhores do Cheval Blanc, pagãos de Hengist; semeou a discórdia na Távola Redonda de Artur, sempre animado por um profundo ódio a Lancelote.
Ora certa manhã Mordred subira ao muro do jardim para surpreender algum escândalo secreto. Viu a rainha sentada entre Enide e a fogosa Viviane, mas não viu nada. Mas Lancelot estava a passar, adivinhou o projeto do indivíduo Lancelote e arrancou do muro pelo calcanhar e jogou-o no caminho. Mas quando reconheceu o príncipe, respeitando o sangue real mesmo num homem mau, desculpou-se tanto quanto pôde, e como um verdadeiro cavaleiro ajudou o Mordred a levantar-se. Este último rapidamente espanou o pó, sorriu e foi embora; mas, com isto, a inimizade entre eles cresceu.

### Ali se beijaram e se separaram em lágrimas

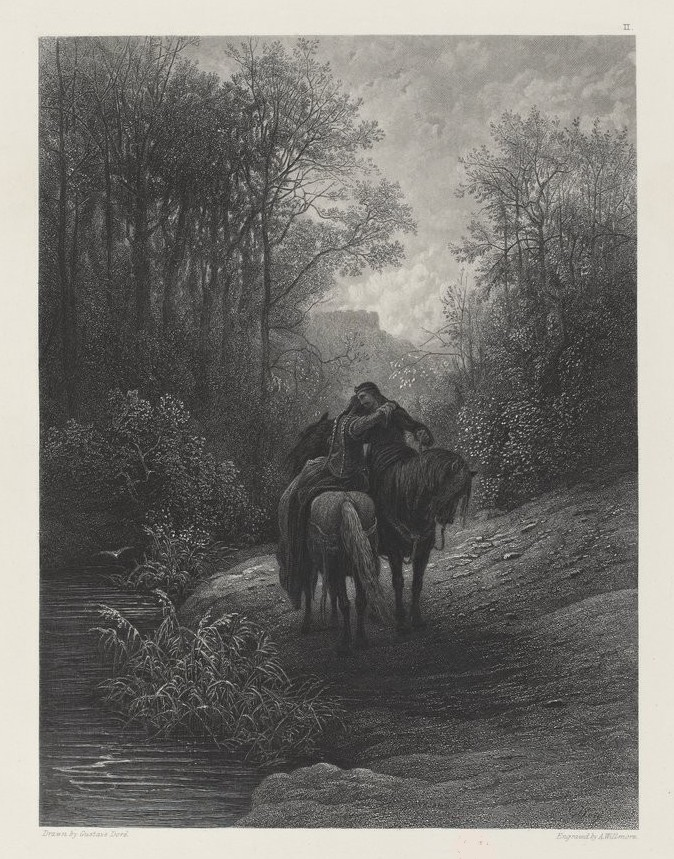
"Ali se beijaram e se separaram em lágrimas" (1868), desenho de Gustave Doré

Quando Lancelote contou a história à Rainha eles riram-se, mas depois a Rainha pediu a Lancelote para ir para o reino dele pois se acaso os vissem juntos de novo o escândalo explodia perante o povo e o rei. Lancelote prometeu ir, mas ia ficando e eles continuavam a ver-se. Então concordaram, quando o bom rei se ausentou, encontrar-se pela última vez para se separarem para sempre. Eles encontraram-se e mãos nas mãos, olhos nos olhos, sentaram-se na beira da cama real. Mas Mordred levou os seus homens para junto da torre para servirem como testemunhas e gritou: "Sai, traidor! Vais ser preso." Despertado com essas palavras, Lancelote correu para fora, saltou sobre Mordred e atordou-o. Os homens dele levantaram-no e levaram-no. A rainha então falou: "Isto é o fim, estou desonrada para sempre". "Para mim é a vergonha", disse Lancelote que disse a ela para buscar refúgio no castelo dele do outro lado do mar. Ela respondeu que tinham dito adeus um ao outro, que a vergonha era dela, que era casada e ele não, e que fugisse ele e que ela se retirava para um santuário onde aguardaria pelo julgamento.
Lancelote ajudou a rainha a montar no cavalo dela, montou o dele e foram para um lugar onde a estrada se dividia em duas. Ali se beijaram e se separaram em lágrimas, tendo ele, cumprindo o desejo da rainha, retornado ao seu país.

### Ela fugiu para Almesbury e viajou durante uma noite inteira

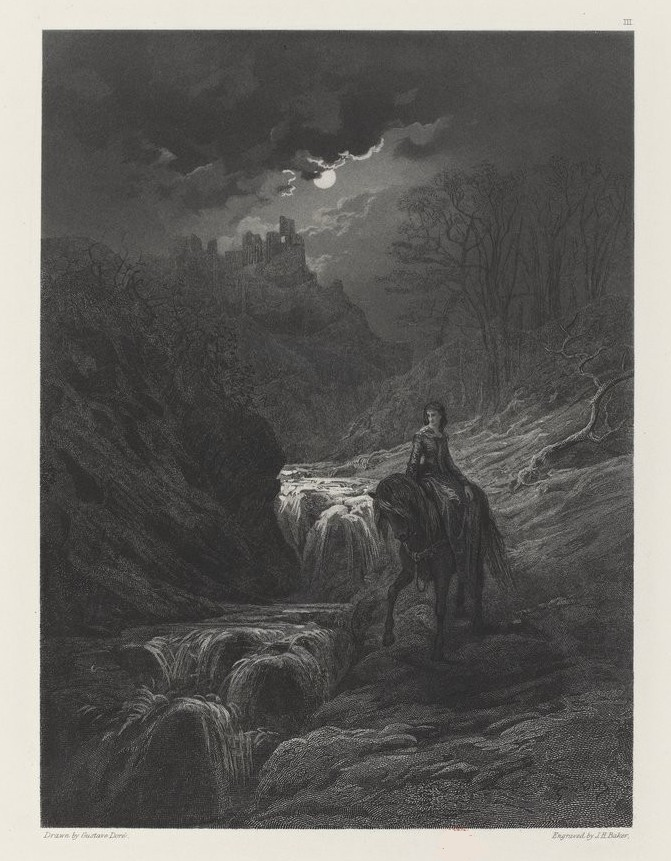
"Ela fugiu para Almesbury e viajou durante uma noite inteira" (1868), desenho de Gustave Doré

Ela fugiu para Almesbury e viajou durante uma noite inteira, percorrendo as solidões e bosques que começavam a clarear. Enquanto fugia, ela julgava ouvir os espíritos desses lugares murmurar "Tarde demais, tarde demais!" Até o corvo no céu, piou, e ela pensou: "Ele observa um campo de carnificina; porque neste momento os pagãos do Mar do Norte, atraídos pelos crimes e frivolidades da corte, começam a massacrar o povo e a despojar o país".
Ao chegar a Almesbury, ela se dirigiu às freiras e disse: "Os meus inimigos perseguem-me; mas, ó pacíficas irmãs, dêem-me asilo e não perguntem o meu nome, até que chegue a hora de vos dizer." A beleza, a graça e a influência exercida por Genebra funcionou como que por encanto nas freiras, e elas se abstiveram de questioná-la.
Assim, a majestosa rainha permaneceu muitas semanas entre as freiras sem ser conhecida; pois não se misturava com elas, não revelava o seu nome, imersa na tristeza, não pensava em se confessar nem em falar. Apenas tinha alguma alegria com a pequena noviça, que, com os seus ditos juvenis, a fazia esquecer os seus problemas. Mas eis que, certa noite, espalhou-se o boato de que Mordred havia usurpado a coroa e se aliado aos pagãos enquanto o rei travava guerra contra Lancelote. Ela disse para si mesma: "Com que ódio as pessoas e o rei me devem odiar!"

### Eu lhe peço, nobre senhora, não chore mais, e aceite que as minhas palavras a confortem nas suas tristezas

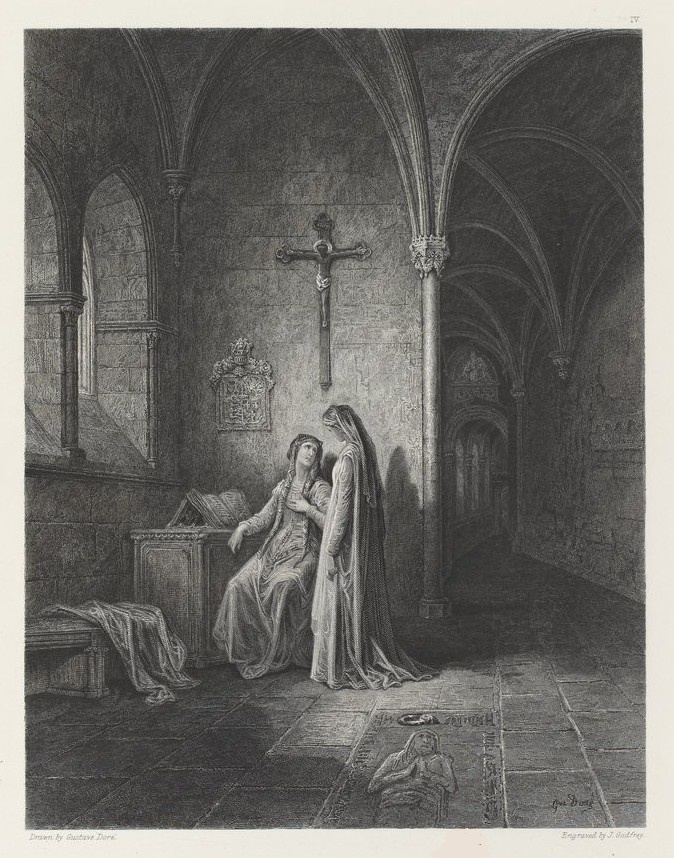
"Eu lhe peço, nobre senhora, não chore mais, e aceite que as minhas palavras a confortem nas suas tristezas" (1868), desenho de Gustave Doré

A noviça cantava, enquanto a triste Rainha, com a cabeça entre as mãos, chorava amargamente, lembrando-se dos pensamentos que a agitavam. A jovem noviça então disse-lhe, balbuciando: "Eu lhe peço, nobre senhora, não chore mais, e aceite que as minhas palavras, as palavras de um ser tão pequeno e que nada sabe a não ser obedecer (e quando eu não faço isso, elas me dão uma penitência), a confortem nas suas tristezas; porque estas não são o fruto do mal, tenho certeza disso, vendo a sua graça misturada com ternura e grandeza; mas compare os seus problemas com os do nosso senhor, o Rei, e verá que são muito pequenos em comparação. Artur partiu para uma guerra feroz a Lancelote contra o castelo onde ele detém a rainha; e Mordred, a quem ele confiava tudo, o traidor ... Ah! nobre dama, a tristeza do rei por si mesmo, pela rainha e pelo reino deve ser três vezes mais forte do que a nossa. Quanto a mim, graças aos santos, não faço parte dos grandes do reino; se vier uma tristeza, eu choro em silêncio e acabou. Ninguém sabe disso e as minhas lágrimas me fazem bem; aqui em Almesbury, falamos sobre o bom rei e a perversa rainha. Se eu fosse um rei e tivesse tal esposa, gostaria de esconder os seus defeitos. Mas se eu fosse esse rei, isso não aconteceria."

### A rainha então começou a pensar de novo: "Será que esta criança me vai matar com a sua conversa tagarela?"

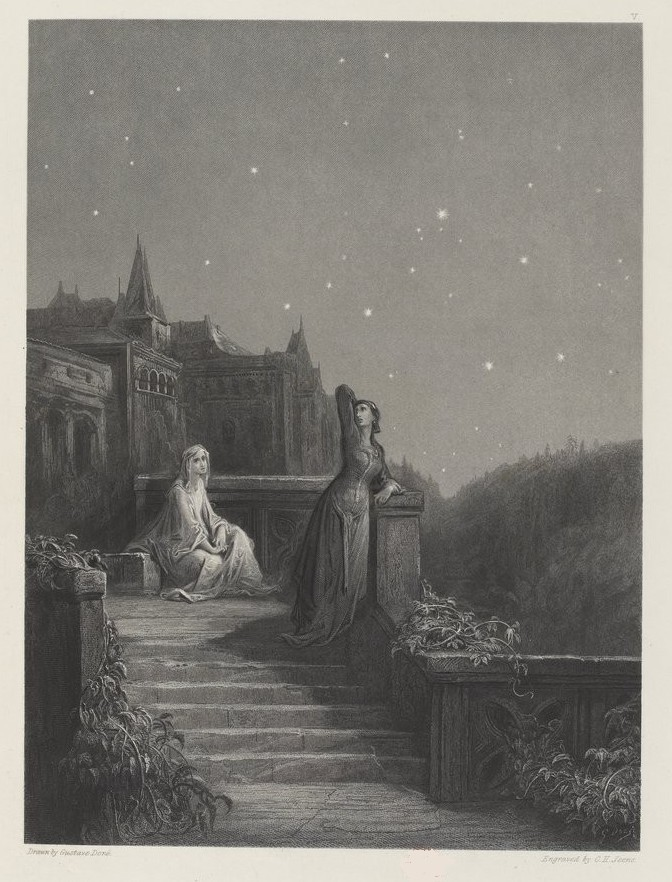
«A rainha então começou a pensar de novo: "Será que esta criança me vai matar com a sua conversa tagarela?» (1868), desenho de Gustave Doré

A Rainha então murmurou para si: "Será que esta criança me vai matar com a sua tagarelice inocente?" Mas respondeu em voz alta: "Se esse traidor traiçoeiro tomou o lugar de seu senhor, não devo eu compartilhar a dor geral?" "Sem dúvida", respondeu a noviça, "é realmente uma dor de mulher, pois é uma mulher cuja vida injusta confundiu a Távola Redonda, fundada anteriormente em Camelot pelo bom Rei Artur, antes a chegada da rainha, com sinais e milagres de todos os tipos ".
A rainha então começou a pensar de novo: "Será que esta criança me vai matar com a sua conversa tagarela?" Mas, levantando a voz, disse-lhe: "Oh menina, fechada dentro das paredes de um claustro, que podes tu realmente saber sobre reis e távolas redondas? Sobre sinais ou maravilhas além dos sinais e simples milagres do teu convento?

### Quando ele cruzava as florestas sombrias, viu três espíritos cheios de alegria saltar ao lado da estrada sobre uma grande flor

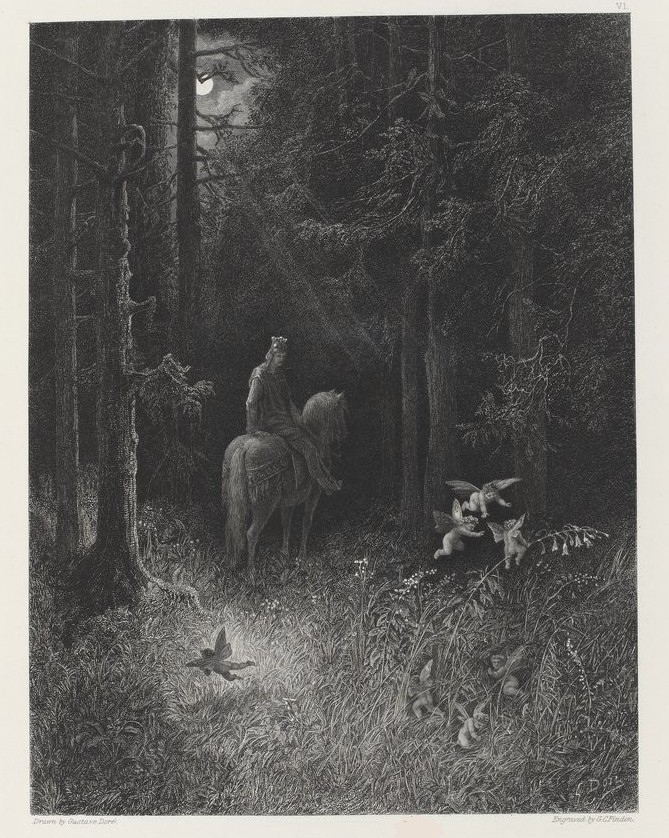
"Quando ele cruzava as florestas sombrias, viu três espíritos cheios de alegria saltar ao lado da estrada sobre uma grande flor" (1868), desenho de Gustave Doré

A estas palavras, a jovem noviça respondeu, balbuciando: "Sim, de fato, mas eu sei disso. O país estava cheio de sinais e maravilhas antes da chegada da rainha. Meu pai mo disse, e ele mesmo era cavaleiro da Grande Mesa desde a fundação. Ele era do Léonnais, e ele dizia que no seu caminho, uma ou talvez duas horas depois do sol, na parte inferior do morro, ele ouviu uma música estranha. Fez uma pausa e, voltando-se, viu aparições ao longo da costa solitária do Léonais; cada uma tinha uma estrela brilhante acima da cabeça e, aos pés, a luz mutável do mar; ele viu nos cabos a chama que ia sucessivamente à distância até ao coração dos países ricos do Ocidente. Sob esta luz a sereia branca nadou e criaturas robustas com peito humano vogavam sobre as ondas. Assim dizia o meu pai ... Sim, realmente, e novamente no dia seguinte, quando ele cruzava as florestas sombrias, viu três espíritos cheios de alegria saltar ao lado da estrada sobre uma grande flor, que tremeu sob eles, como os cardos tremem quando três pintarroxos cinzentos disputam as sementes.

### E novamente à noite, em frente do cavalo, o círculo esvoaçante de fadas girou e se dispersou
E novamente à noite, em frente do cavalo, o círculo esvoaçante de fadas girou e se dispersou (imagem inicial), voltou a formar-se para se dispersar outra vez, pois o país inteiro estava cheio de vida. Quando, no fim, o meu pai chegou a Camelot, uma roda de dançarinos do ar, de mãos dadas, dançou em volta da lanterna acesa no salão do palácio, e no próprio salão havia uma festa como ninguém jamais sonhara; porque cada cavaleiro era servido por mãos invisíveis o prato que desejava, e até, dizia meu pai, nos porões dois duendes alegres e fofos, sentados nos barris, abriam as torneiras do vinho. Assim era a alegria dos espíritos e dos homens antes da vinda da rainha pecadora.
Genebra, em seguida, disse, não sem amargura: "Então, nós estávamos muito felizes? Espíritos e homens eram todos maus profetas. Nenhum deles, nem mesmo o seu sábio pai com os sinais e maravilhas dele puderam prever o que aconteceu com o reino?"

### Então foi encontrada uma criança nua nas areias do Dundagil escuro nas costas do mar da Cornualha. Era Artur

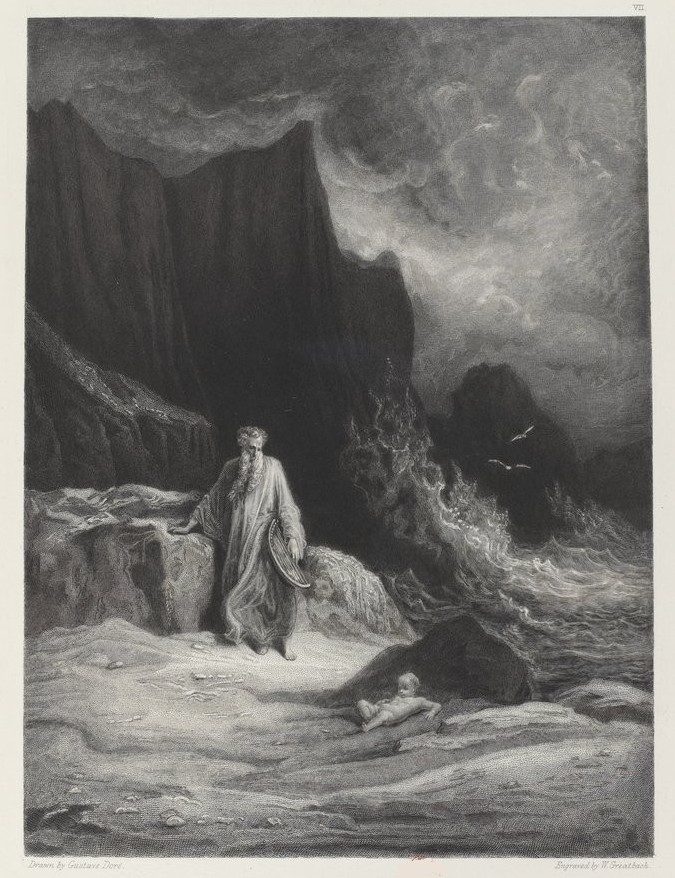
"Então foi encontrada uma criança nua nas areias do Dundagil escuro nas costas do mar da Cornualha. Era Artur" (1868), desenho de Gustave Doré

A noviça respondeu no seu jargão infantil: "Houve, de fato, um bardo. Meu pai disse que ele tinha cantado muitas nobres canções de guerra, mesmo na presença de uma frota inimiga, entre a costa rochosa e a onda que se aproximava, e muitos lais místicos sobre a vida e morte sobre os cumes das montanhas enevoadas, quando ao redor dele, se inclinavam os espíritos das alturas, com os cabelos húmidos jogados para trás como em chama. Assim disse meu pai, e naquela noite o bardo cantou as gloriosas guerras de Artur. Ele também cantou que depois de uma tempestade, quando a longa onda rebentou com o som do trovão nas margens de Bude e Bos, que se levantou um dia calmo como o céu, e então foi encontrada uma criança nua nas areias do Dundagil escuro nas costas do mar da Cornualha. Era Artur. Ele foi nutrido até então por milagre, e ele o proclamou rei. O bardo acrescentou que o seu enterro seria como o seu nascimento, um mistério para todos, e que se ele pudesse encontrar uma mulher tão grande quanto ele, então este par poderia mudar o mundo. Mas no meio da canção o bardo hesitou, a sua mão soltou a harpa, ficou pálido, virou-se e teria caído se não o tivessem  amparado. Ele não quis contar a sua visão; mas duvida que ele previu a intriga criminosa de Lancelote e da rainha?"

### Eles vaguearam pelos bosques que pareciam um paraíso de flores

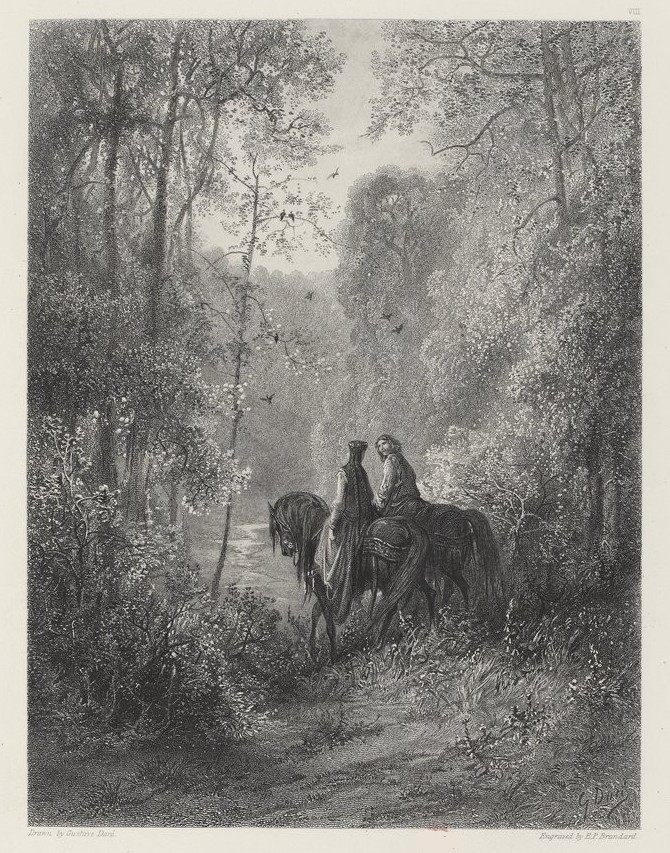
"Eles vaguearam pelos bosques que pareciam um paraíso de flores" (1868), desenho de Gustave Doré

Ficando só, com a sua memória, a Rainha seguindo um antigo hábito involuntário lembrava-se dos dias dourados quando viu Lancelote pela primeira vez, quando ele chegou como embaixador, precedido pela reputação de melhor cavaleiro e do mais belo dos homens, para levá-la a Artur, seu marido, a quem ele a levou no regresso; e lá, longe dos olhos dos seus seguidores, levados pelo encanto da conversa sobre o amor, a caça, os torneios e outros prazeres (era a época de maio e não se pensava mal), Eles vaguearam pelos bosques que pareciam um paraíso de flores sobre tapetes de jacintos. Assim iam de colina em colina, e cada dia vinham ao meio-dia, em algum vale delicioso, onde os correios deixavam de antemão, os pavilhões de seda do Rei Artur, para uma refeição ligeira ou para uma sesta; e continuavam a avançar, e sempre à noite, ao pôr do sol, viam o grande estandarte do dragão, que encimava a bandeira cerimonial do rei, brilhar nas margens do rio espumante ou da fonte silenciosa.
Mas chegou o momento em que viu o Rei pela primeira vez, que veio recebê-la fora da cidade, enquanto ela suspirava de pena pelo fim da jornada, e olhou para Artur e pensou como ele era frio, arrogante, reservado e sem paixão, "não como o meu Lancelote", pensou ela. Enquanto assim sonhava e se tornava meio culpada novamente em pensamento, um guerreiro armado chegou à porta do mosteiro. Um murmúrio circulou no convento, depois um grito repentino: "O rei!"

### Ele parou; a rainha arrastou-se um pouco na direção dele e colocou as mãos em volta dos pés do marido

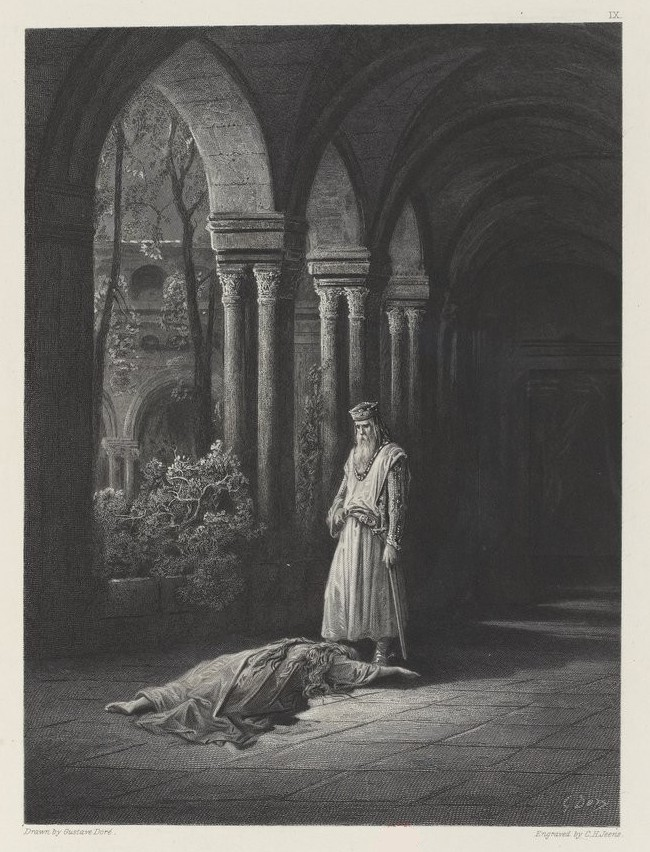
"Ele parou; a rainha arrastou-se um pouco na direção dele e colocou as mãos em volta dos pés do marido" (1868), desenho de Gustave Doré

Genebra sentou-se com os ouvidos atentos; mas quando os pés armados de esporas ressoaram na longa galeria que se segue à portas externa, ela se inclinou para fora do assento, caiu e se arrastou no chão. Ali, com os braços brancos como a neve e o cabelo grosso, ela roubou o rosto da visão do rei e, na escuridão, ouviu os pés armados pararem ao lado dela. Então veio o silêncio; então ouviu uma voz, monótona e cavernosa como a de um fantasma pronunciando um julgamento. Era a do rei, embora estivesse mudada.
E Artur disse: "Você deitada aqui, tão baixo, a filha de um pai que eu honrei, felizmente morto antes da sua vergonha? É uma felicidade que você não tenha filhos; os que você deu à luz são ferro e fogo, fogo, violação das leis, a perfídia da casa e os gentios transbordando no Mar do Norte. Enquanto eu tinha como meu braço direito Lancelote, o mais poderoso dos meus cavaleiros, eu os aniquilei por toda parte, neste país cristão, em doze grandes batalhas. E agora você sabe de onde eu venho, de Lancelote, a quem fiz uma feroz guerra contra ele? Ele, que não hesitou em me magoar da maneira mais cruel, ainda teve, no entanto, a graciosa cortesia de não levantar a mão contra o rei que o criou o cavaleiro; muitos também quando Mordred ergueu a bandeira da revolta, se ligaram a este; os outros permaneceram comigo, homens leais, que ainda me amam e por quem eu vivo. Destes, vou deixar-vos alguns para vos proteger durante a terrível hora que se aproxima, para que hoje em dia ninguém toque um só cabelo dessa cabeça tão baixa. Não tenha medo, você será mantida até que eu morra. Porque você estragou o propósito da minha existência. Sofra comigo pela última vez enquanto eu mostro, mesmo por sua causa, o crime que você cometeu."
Ele parou; a rainha arrastou-se um pouco na direção dele e colocou as mãos em volta dos pés do marido. À distância ouviu-se uma trombeta isoladamente: então o corcel que estava esperando na porta relinchou ...